# Стороженко, Николай Ильич
Николай Ильич Стороженко (1836—1906) — русский литературовед, шекспировед, профессор Московского университета.

## Биография
Происходил из старинного дворянского рода. Родился 10 (22) мая 1836 года в родовом имении матери Е. И. Тышкевич в селе Иржавце Прилукского уезда Полтавской губернии (ныне — в Черниговской области). Его отец, И. Я. Стороженко, служил в гвардии, закончил военную карьеру в Малороссийском кирасирском полку и поселился в имении жены, где и прошли детские годы их сына. Дядя украинских музыковеда и фольклориста Дмитрия Николаевича и композитора Льва Николаевича Ревуцких.
В 1845 году семья переехала в родовое имение отца село Мармизовку, в Лохвицком уезде той же Полтавской губернии. В следующем году он начал учиться во 2-й Киевской гимназии, из которой затем перешёл в 1-ю киевскую гимназию После окончания в 1854 году гимназического курса с серебряной медалью, осенью 1855 года при поддержке профессора О. М. Бодянского поступил на историко-филологический факультет Московского университета, который окончил в 1860 году. Первоначально он увлёкся славистикой, но под влиянием лекций профессора Ф. И. Буслаева, читавшего древнерусскую литературу с привлечением (для сравнения) западноевропейской классики, Стороженко познакомился с творчеством Шекспира, изучения которого посвятил всю свою жизнь.
По окончании университета начал преподавать в 1-й московской гимназии, где в 1864 году прочёл пять публичных лекций о Шекспире, имевших большой успех. Сразу после этого уехал за границу и в течение полугода слушал лекции в Сорбонне и Коллеж де Франс, собирал материал по истории английской драмы в библиотеке Британского музея в Лондоне.
Во время второй заграничной поездки (в 1867—1869 гг.) Стороженко работал преимущественно в Англии; написал статью «Шекспировская критика в Германии» («Вестник Европы», 1869, октябрь и ноябрь), в которой разработал и сформулировал приёмы и процедуры сравнительно-исторического исследования, которые успешно применил в своих диссертациях — каждое литературное явление исследовать на фоне породившего его времени и в сравнении с другими однородными явлениями выявлять его истинную природу. Диссертацию на степень магистра «Предшественники Шекспира. Эпизод из истории английской драмы в эпоху Елизаветы. Т. 1: Лилли и Марло» (Санкт-Петербург: тип. В. Демакова, 1872. — [6], II, 294, 73 с.) он защитил в Санкт-Петербургском университете в сентябре 1872 года. Обозревая судьбу шекспировских произведений в немецкой критике, Стороженко давал попутно яркие характеристики шекспировских типов и вообще шекспировского гения и написал ряд блестящих страниц из истории германской мысли в XIX веке. В диссертации Стороженко впервые на русском языке была обрисована не только с учёным, но и с художественным талантом личность Кристофера Марло.
В год защиты диссертации Н. И. Стороженко был выбран советом Московского университета на должность доцента по кафедре истории всеобщей литературы. И здесь, как в его занятиях английской драмой, ему суждено было явиться инициатором и стать хронологически и научно во главе преподавания истории всеобщей литературы в Московском университете. До него предмет этот читался профессорами истории русской литературы «обходным путём»; так, Н. С. Тихонравов под названием истории новой русской литературы читал курс истории французской литературы XVII и XVIII вв., причём собственно на долю истории русской литературы приходились в конце курса всего три-четыре лекции. Университетский устав 1863 года узаконил кафедру всеобщей литературы, но только Стороженко занял её как специалист.
С 1872 по 1888 годы он преподавал на женских курсах
В 1873 и 1876 годах он вновь выезжал в Париж и Лондон для подготовки докторской диссертации «Роберт Грин. Его жизнь и произведения» (Москва: тип. К. Индриха, 1878. — VI, 206, 36 с.), которую защитил в декабре 1878 года, вновь в Санкт-Петербургском университете. В ней был рассмотрен вопрос, новый даже для английских учёных; она была по достоинству оценена в Англии: её перевели на английский язык, а Н. И. Стороженко был избран одним из вице-президентов «Нового шекспировского общества» (New Shakespeare-Society).
С тех пор деятельность Стороженко шла двумя путями: преподавание и одновременно множество оригинальных статей и редактирование переводных сочинений по Шекспиру (Женэ, Коха, Левеса, Брандеса). Экстраординарный профессор (с января 1879), ординарный профессор (с 1884) кафедры истории всеобщей литературы (затем — кафедры истории западноевропейских литератур) историко-филологического факультета, с 1897 года — заслуженный профессор Московского университета; также он преподавал на драматических курсах при Императорском театральном училище; кроме этого — членство (с 1876), потом председательство (с 1894) в Обществе любителей русской словесности; с 1891 года председательство в литературно-театральном комитете при дирекции Императорских театров.
Вместе с изучением Шекспира он исследовал эпоху Возрождения и её литературу. Под редакцией Стороженко вышли также «Испанская историческая литература» Тикнора и «Виктор Гюго и его время». Стороженко неоднократно с большим успехом выступал как публичный лектор. Один из популярнейших людей в Москве, он является неизменным помощником и руководителем молодых ученых и начинающих писателей и всегда готов тратить своё время на всевозможные указания и хлопоты ради всякого, кто только нуждается в них.
Назначенный в 1893 году главным библиотекарем в Румянцевский музей Стороженко довёл до образцовой полноты, какую только позволяли средства библиотеки, её научные отделы и по собственной инициативе устроил особую общедоступную научно-популярную библиотеку читального зала, непрестанно обновляющуюся и имеющую свой особый капитал. После завершения службы в музее с 1902 года он состоял его почётным членом.
Один из инициаторов создания и сотрудник журнала «Артист» . Автор пьесы «Троеженец» (1896, Малый театр, под псевдонимом Ник. Тулетова).
В феврале 1896 года умерла его жена Ольга Ивановна (11.07.1853—01.02.1896). Это трагическое событие оказало большое влияние на здоровье Стороженко. Он продолжал работать, но силы понемногу оставляли его. Последние годы жизни он был прикован к инвалидной коляске.
Умер от апоплексического удара 12 (25) января 1906 года в Москве, во время обеда, беседуя об университете. Похоронен вместе с женой на Ваганьковском кладбище (12 уч.)